# Hełm Adrian Mle 1919

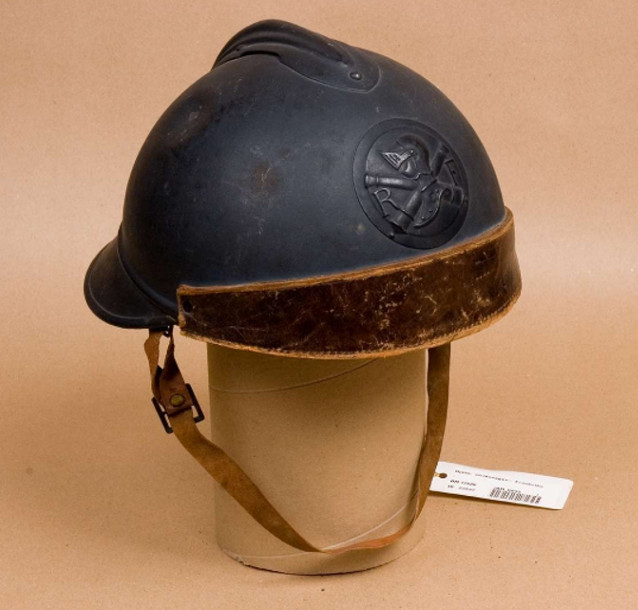
Adrian Mle 1919

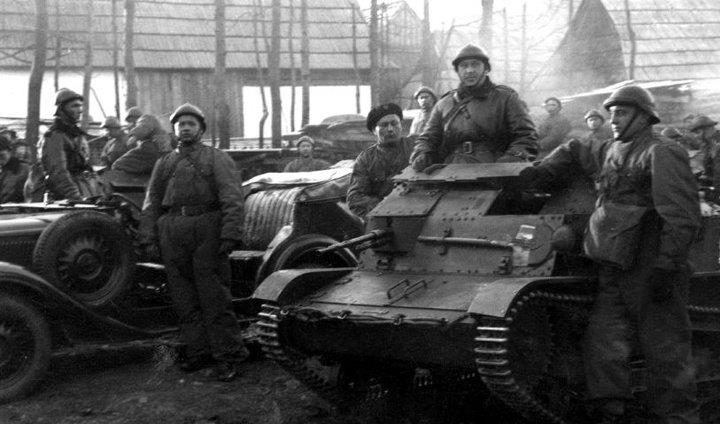
Hełmy wz. 15 na wyposażeniu czołgistów 10 Brygady Kawalerii

Hełm Adrian Mle 1919 (pol. hełm czołgowy wz. 19) – francuski hełm wojskowy powstały jako modyfikacja hełmu Adrian Mle 1915 w celu dostosowania go do warunków służby załóg czołgów i pojazdów pancernych.
Hełm wbrew oznaczeniom został opracowany i przyjęty na wyposażenie wojsk francuskich w drugiej połowie 1918 roku. Hełm powstał przez zmodyfikowanie hełmu ogólnowojskowego Mle 1915. Zmiany polegały na zlikwidowaniu daszka. Na jego miejsce zamocowano amortyzator w postaci pasa skóry, zwężającego się ku końcom. Grzebień skrócono o 40 milimetrów (tak umieszczona na czole hełmu odznaka mieściła się między nim a pasem skórzanym). We wnętrzu zastosowano „pofalowane” przekładki izolacyjne z blachy aluminiowej o większej powierzchni niż te znane z hełmu Mle 1915. Miało to na celu zapewnienie lepszego chłodzenia głowy, co było wymagane w słabo wentylowanych wnętrzu czołgów czasu I wojny światowej. Hełm malowano jak hełmy ogólnowojskowe Mle 1915, czyli w kolorze niebieskoszarym. 

## W Wojsku Polskim
Hełmy Mle 1919 do Polski przybyły wraz z załogami czołgów Renault FT z 1 Pułku Czołgów Błękitnej Armii w roku 1919. W okresie międzywojennym z uwagi na braki hełmów czołgowych żołnierze na własną rękę przerabiali hełmy ogólnowojskowe Mle 1915 na hełmy czołgowe. Przeróbki były podobne do tych z hełmu wz. 19. W 1939 roku większość hełmów czołgowych stanowiły przeróbki Adrianów.